# Milan Gulaš
Milan Gulaš (ur. 30 grudnia 1985 w Czeskich Budziejowicach) – czeski hokeista, reprezentant Czech.

## Kariera
- HC Czeskie Budziejowice U18 (2000-2002)
- HC Czeskie Budziejowice U20 (2002-2004)
- HC Czeskie Budziejowice (2004)
- Indiana Ice (2004-2005)
- HC Czeskie Budziejowice U20 (2005-2006)
- HC Czeskie Budziejowice (2006-2012)
  -  HC Strakonice (2006)
  -  SK Horácká Slavia Třebíč (2007)
  -  HC Kladno (2007-2008)
  -  BK Mladá Boleslav (2008)
- HC Pilzno 1929 (2012-2013)
- Mietałłurg Magnitogorsk (2013)
- Färjestad (2013-2017)
- HC Pilzno 1929 (2017-)

Wychowanek i wieloletni zawodnik HC Czeskie Budziejowice. W kwietniu 2012 roku związał się dwuletnim kontraktem z HC Pilzno 1929. Pod koniec stycznia 2013 roku został zawodnikiem Mietałłurga Magnitogorsk, podpisując kontrakt do końca sezonu 2013/2014. Jego miejsce w klubie zajął Petr Vampola. Pod koniec listopada 2013 zwolniony z Magnitogorska. Został następnie zawodnikiem szwedzkiego Färjestad. W lutym 2014 przedłużył kontrakt o dwa lata. Odszedł z klubu w kwietniu 2017. Od maja 2017 ponownie w klubie z Pilzna.
W kadrze seniorskiej Czech uczestniczył w turnieju mistrzostw świata 2019.

## Sukcesy
Klubowe
- Brązowy medal mistrzostw Czech: 2008 z HC Czeskie Budziejowice
- Złoty medal mistrzostw Czech: 2013 z HC Pilzno 1929
- Srebrny medal mistrzostw Szwecji: 2014 z Färjestad

Indywidualne
- Ekstraliga czeska w hokeju na lodzie (2012/2013):
  - Pierwsze miejsce w klasyfikacji +/- w sezonie zasadniczym: +27
- Svenska Hockeyligan (2015/2016):
  - Czwarte miejsce w klasyfikacji kanadyjskiej w sezonie zasadniczym: 45 punktów
- Hokejowa Liga Mistrzów (2018/2019):
  - Trzecie miejsce w klasyfikacji strzelców cyklu: 8 goli[11]
  - Piąte miejsce w klasyfikacji strzelców cyklu: 13 punktów goli[11]
  - Pierwsze miejsce w klasyfikacji +/- cyklu: +11[11]